# Джабиева, Зейнаб Ага кызы
Зейнаб Ага кызы Джабиева (азерб. Zeynəb Ağa qızı Cəbiyeva; 1920, Геокчайский уезд — 21 апреля 2003, Геокчайский район) — советский азербайджанский хлопковод, Герой Социалистического Труда (1948).

## Биография
Родилась в 1920 году в селе Ашагы Карамарьям Геокчайского уезда Азербайджанской ССР (ныне Геокчайский район).
С 1939 года колхозница, звеньевая колхоза «Захмет» Геокчайского района, на различных общественных должностях. В 1947 году получила урожай хлопка 85,3 центнера с гектара на площади 3 гектара.
С 1973 года пенсионер союзного значения, с 2002 года президентский пенсионер.
Указом Президиума Верховного Совета СССР от 10 марта 1948 года за получение в 1947 году высоких урожаев хлопка Джабиевой Зейнаб Ага кызы присвоено звание Героя Социалистического Труда с вручением ордена Ленина и золотой медали «Серп и Молот».
Активно участвовала в общественной жизни Азербайджана. Член КПСС с 1947 года. Депутат Верховного Совета Азербайджанской ССР 2-го и 3-го созыва.
В 2002 году удостоена Персональной стипендии Президента Азербайджанской Республики.
Скончалась 21 апреля 2003 года в родном селе.